# Punsalmaagiin Ochirbat
Punsalmaagiin Ochirbat (tiếng Mông Cổ: Пунсалмаагийн Очирбат; 23 tháng 1 năm 1942 - 17 tháng 1 năm 2025) là chính trị gia người Mông Cổ và hiện là thành viên của Tòa án Hiến pháp Mông Cổ. Ông giữ chức Tổng thống Mông Cổ từ năm 1990 đến năm 1997, người đầu tiên được bầu bằng bầu cử trực tiếp.